# Левая Терь
Левая Терь — река в России, протекает по Болотнинскому району Новосибирской области. Устье реки находится в 91 км от устья Лебяжьей по правому берегу. Длина реки составляет 20 км. Приток — Моховая.

## Данные водного реестра
По данным государственного водного реестра России относится к Верхнеобскому бассейновому округу, водохозяйственный участок реки — Томь от города Кемерово и до устья, речной подбассейн реки — Томь. Речной бассейн реки — (Верхняя) Обь до впадения Иртыша.